# Blue Sun
Blue Sun (Blå Sol på engelsk) var en dansk jazz-rock-fusionsmusik-gruppe, grundlagt i efteråret 1969. Bandets sound var meget speciel, inspireret som den var af afrikansk musik, free jazz og amerikansk blues- og rocktradition. 
Blue Suns oprindelige medlemmer var Poul Ehlers (f. 1942) på bas, Jesper Zeuthen Nielsen (f. 1949) på tenorsaxofon, Søren Berggren (f. 1948) på altsaxofon og fløjte, Jan Kaspersen (f. 1948) på keyboards, Niels Pontoppidan (f. 1948) på guitar, Bo Jacobsen (f. 1945) på trommer og afroamerikaneren Dale Allen Smith (f. 1944) med sang og slagtøj. 
Den oprindelige gruppe ophørte i 1971, men "genopstod" ved flere senere lejligheder og med skiftende besætning. Den var fx med på Roskilde Festivalen i 1974 (med Lone Kellermann som sanger) og blev senere gendannet også i en "provinsudgave" i Århus med bl.a. Bo Jacobsen som en af hovedkræfterne. 
Blue Sun spillede opvarmning for Jimi Hendrix i KB Hallen, 3. september 1970. 
Bandet forenede i sin musik, i sin spillemåde og i sine grundholdninger og selvopfattelse mange af de strømninger, der kendetegnede det såkaldt alternative miljø før, under og efter Thylejren (juli-august 1970). Det er nok grunden til, at der lige siden har svævet en mytologisk, næsten halvreligiøs aura over navnet Blue Sun. Blue Sun er således ved siden af Eik Skaløs Steppeulvene ganske enkelt et af dansk rockhistories mest legendariske orkestre. 
Det er også betegnende, at Blue Sun – i modsætning til de fleste andre af de dengang populære orkestre – aldrig bøjede sig for eller blev en del af det kommercielle cirkus omkring den nye musik. Fx afslog det at deltage i Newport-festivalen i New York på grund af festivalens kommercielle karakter.
I 2008 udkom en live CD på Karma Records som samlede de bedste numre fra bandets koncerter i 1970.

## Diskografi
- Peace be unto you. Spectator SL 1013 (LP, 1970)
- Blue Sun. Parlophone Mock 1019 (LP, 1971)
- Live 1970. Karma Records KMCD1970 (CD, 2008)